# Marcel Slockers
Marcel Slockers (Punta Cardón, 1956) is een Nederlands huisarts en straatdokter in Rotterdam.
Slockers schrijft blogs voor Medisch Contact. Op 16 november 2021 promoveerde hij bij het Erasmus MC op het proefschrift "Mortality, Health Problems and Access to Care for Homeless People.
In 2011 is er een serie door de Evangelische Omroep gemaakt over zijn werk als straatdokter